# Пинцоло (Тренто)
Пинцоло (итал. Pinzolo) је насеље у Италији у округу Тренто, региону Трентино-Јужни Тирол.
Према процени из 2011. у насељу је живело 1899 становника. Насеље се налази на надморској висини од 778 м.

## Становништво
Према резултатима пописа становништва 2011. у општини је живело 3.117 становника.
| 1931. | 1936. | 1951. | 1961. | 1971. | 1981. | 1991. | 2001. | 2011. |
| ----- | ----- | ----- | ----- | ----- | ----- | ----- | ----- | ----- |
| 1.777 | 1.771 | 2.103 | 2.271 | 2.589 | 3.002 | 2.974 | 3.052 | 3.117 |

## Партнерски градови
- Гацолди дељи Иполити